# プシェムィシル県

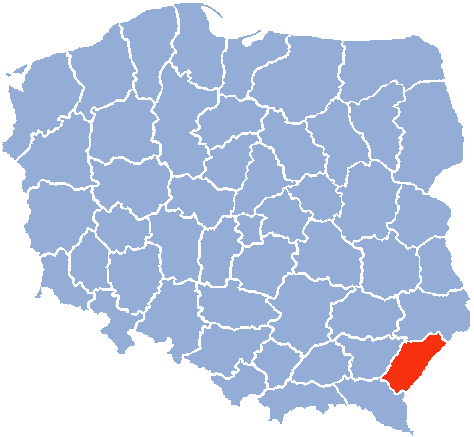
プシェムィシル県

プシェムィシル県（プシェムィシルけん、ポーランド語: województwo przemyskie）は、1975年から1998年まで存在したポーランドの県（行政区画・地方行政単位）である。1999年1月1日の地方行政区画の改正にともないポトカルパチェ県になった。県都はプシェムィシル。

## 主要都市（人口は1995年時点）
- プシェムィシル（68,900人）
- ヤロスワフ（41,800人）